# 水産大学校の人物一覧
水産大学校の人物一覧(すいさんだいがっこうのじんぶついちらん)は水産大学校に関係する人物の一覧記事。

## 歴代校長・所長
水産講習所 所長
- 松生義勝：1958年4月10日 -

水産大学校 校長
- 松井魁：1971年5月15日 -
- 青山恒雄：1985年5月1日 -

## 主な出身者

### 政界
- 嶋田芳博（鹿児島県鹿屋市長〈第2代〉）

### 行政
- 藤田仁司（農林水産技官、第53代水産庁長官、水産庁次長）[1]

### 芸能
- 塩山義高（俳優）

### 学術
- 田上英明（研究者）